# 人民纳赛尔主义组织

人民纳赛尔主义组织旗帜

人民纳赛尔主义组织（阿拉伯语：‎，羅馬化：Al-Tanzim al-Sha'aby al-Nassery）是黎巴嫩的一个纳赛尔主义政党，总部位于港口城市赛达。1973年，马鲁夫·萨阿德创建该党，萨阿德是一个逊尼派穆斯林、泛阿拉伯主义政治家和黎巴嫩议会议员，后来于1975年2月在赛达的一次码头罢工中被黎巴嫩军队杀害 。